# Lichas

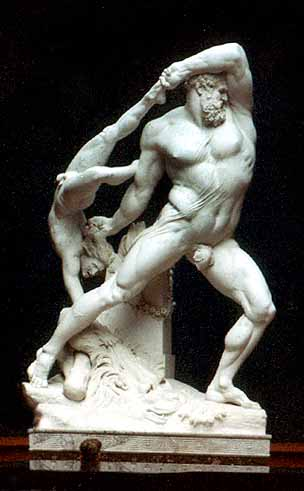
Herakles schleudert Lichas zum Dank für den Lichasdienst ins Meer. Skulptur von Antonio Canova

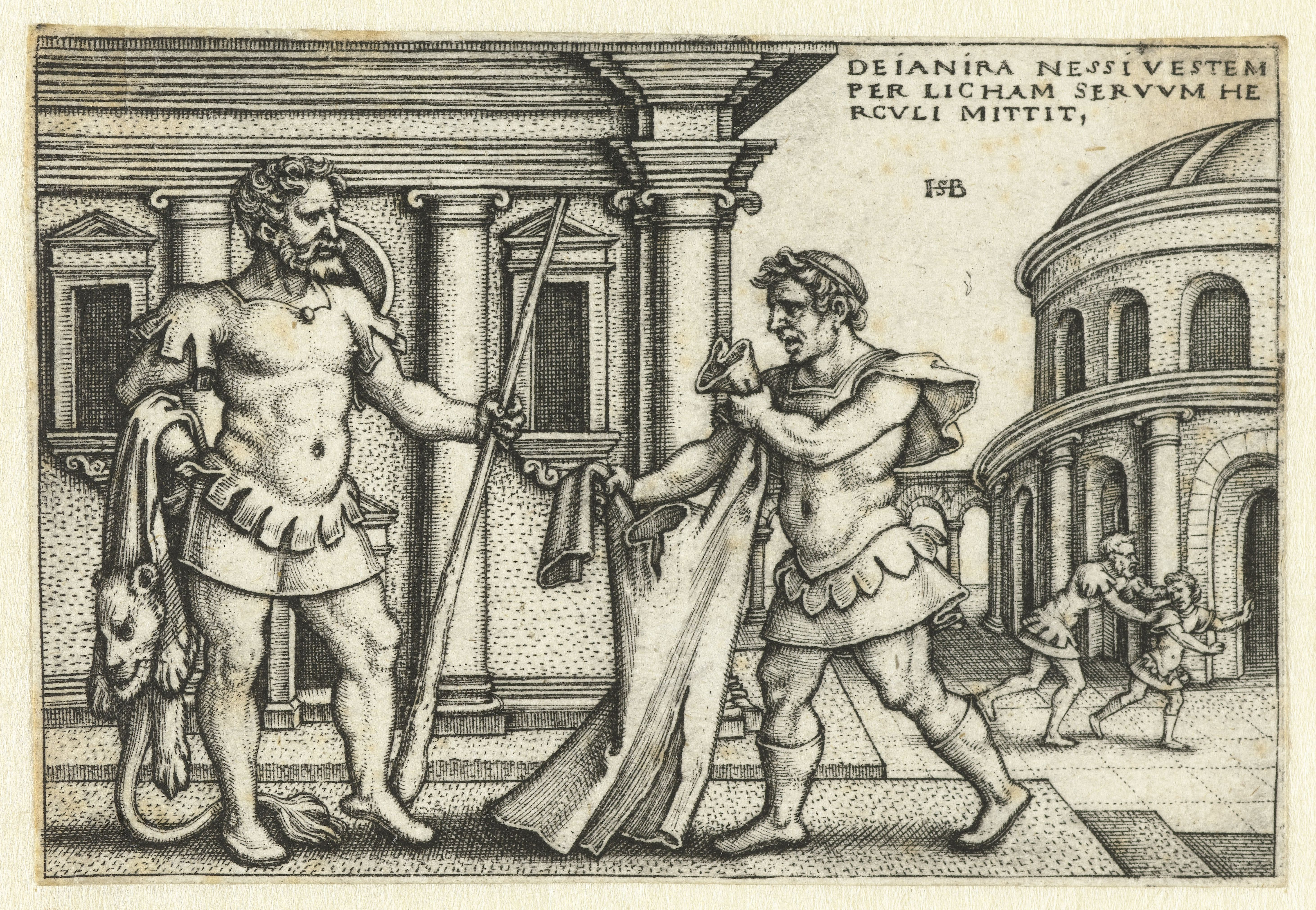
Lichas (rechts) überbringt dem Herakles (links mit Löwenfell in der Hand) das Gewand des Nessus. Kupferstich von Sebald Beham, um 1542–1548

Lichas (altgriechisch Λίχας Líchas) ist eine Gestalt der griechischen Mythologie. Er wird ausführlich in Sophokles’ Tragödie Die Trachinierinnen beschrieben. Er ist ein Diener des Herakles und muss seinem Herrn im Auftrag von dessen Gattin Deianeira das Hemd überbringen (redensartlich als Lichashemd oder Nessoshemd bezeichnet), das diese mit dem Blut des Nessos bestrichen hat, der einstmals bei einem Versuch, sie zu vergewaltigen, von Herakles getötet wurde. Sie tut dies in der irrigen Annahme, dass auf diese Weise die Liebe des untreuen Ehemanns zu ihr erneuert würde. 
Der mutmaßliche Liebeszauber entpuppt sich jedoch als eine Täuschung: anstatt liebesstiftend zu wirken, richtet das Hemd Schaden an, da Nessos’ Blut vom Gift der Hydra verunreinigt war: durch ein Opferfeuer aufgeweicht, fließt das giftige Blut über die Glieder des Herakles und verbrennt sein Fleisch. Das Hemd klebt so fest am Leib des Herakles, dass er beim Versuch es abzureißen sein eigenes Fleisch mit losreißt und seine Knochen entblößt. Von Schmerzen gepeinigt, beginnt der rasende Herakles seine Umgebung zu zerstören: er rennt ziellos umher, reißt im Vorbeilaufen Bäume aus und entdeckt schließlich zufällig den entsetzten Lichas, der sich aus Furcht hinter einem Felsen verborgen hält. 
In einigen Versionen des Mythos ruft Herakles Lichas auch brüllend vor Schmerz herbei. Aus Zorn auf den vermeintlichen Verursacher seiner Qualen packt er den unschuldigen Überbringer des Giftes am Fuß und wirft ihn kurzerhand ins Euböische Meer. Dort verwandelt sich der Unglückliche in einen Felsen mit menschlicher Gestalt (Ovid, Metamorphosen 9,211). In einer anderen Variante des Stoffs wird Lichas an den Felsen des Meeres zerschmettert und geht in der aufspritzenden Flut unter. Die Inseln bei denen Lichas ins Meer stürzte wurden nach ihm Lichaden genannt.
In Anspielung auf Lichas, der glaubte, seinem Herren einen Dienst zu erweisen, ihm tatsächlich aber das Verderben brachte, spricht man auch von einem Lichasdienst, um eine gut gemeinte, sich aber negativ auswirkende Handlung zu beschreiben.